# Volove
Volove est un village l'oblast de Lviv, en Ukraine. Il compte 325 habitants.

## Histoire
Le village est mentionné la première fois en 1445.
En avril 1943, le ghetto de la ville voisine de Bibrka dans lequel les Juifs sont prisonniers et « liquidés ». Ainsi, 1 000 Juifs sont assassinés à Volove au cours d'une exécution de masse, dans ce qu'on appelle la Shoah par balles.